# Государственный строй Боснии и Герцеговины
Политико-правовая система в Боснии и Герцеговине (БиГ) весьма сложна и противоречива.

## Основные принципы системы

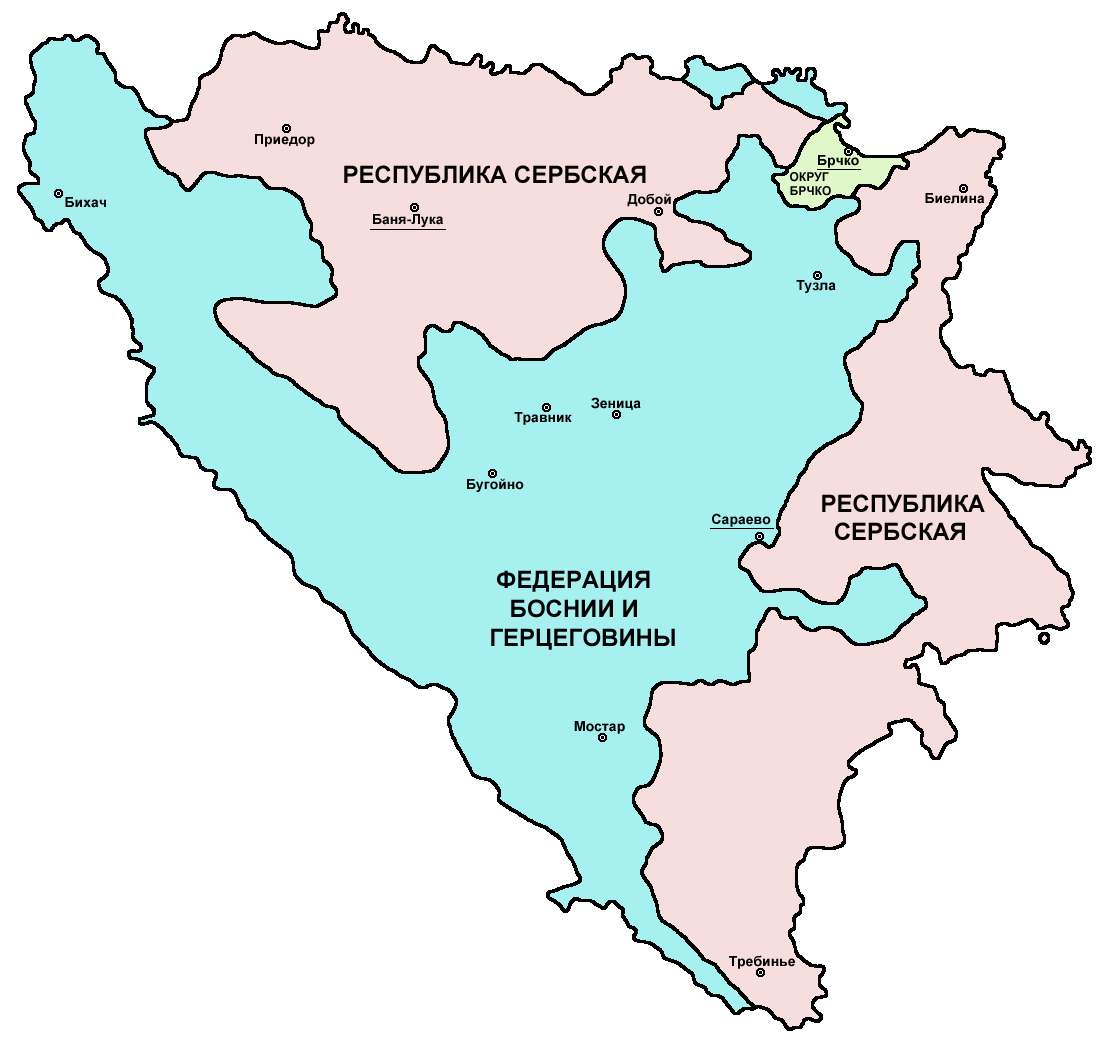
Административное деление Боснии и Герцеговины:
— Федерация Боснии и Герцеговины;
— Республика Сербская;
— автономный округ Брчко.

Основным законом страны является Дейтонская конституция (принята согласно Дейтонским соглашениям в ноябре 1995 года). Она основана на принципах равенства и отсутствия дискриминации, на международной системе защиты прав человека. В то же время она сохраняет систему «составляющих народов», унаследованную от бывшей Югославии. Конституция государства делегирует большинство власти двум составным частям федерации (так называемым энтите́там, серб. ентитет, босн. и хорв. entitet), каждый из которых имеет собственную конституцию. Республика Сербская, где проживает большинство сербов, имеет централизованную государственную администрацию, в то время как Федерация Боснии и Герцеговины, где проживает большинство боснийцев и хорватов, децентрализована и делится на десять кантонов, каждый из которых имеет свою конституцию, законодательное собрание, правительство и бюрократию. С начала существования независимой БиГ значительную политическую, военную и судебную власть в стране имеют некоторые международные объединения.
Дейтонские соглашения успешно положили конец боевым действиям в БиГ. Но им не удалось создать стабильный фундамент для эффективного государственного строительства, поскольку соглашения учредили очень слабое центральное правительство, передав большинство власти в руки двух энтитетов. Политические структуры, разработанные в Дейтонской конституции согласно этническим границам, иногда обвиняют в том, что они усиливают национальное разделение в Боснии.
Многие представители народов, которым предстояло жить на территории БиГ, восприняли Дейтонское соглашение критически. Ряд сербов считает, что по итогам войны они потерпели поражение, так как районы близ Сараево, традиционно населённые сербами, были переданы под юрисдикцию мусульманского руководства. На сербских территориях, между Сараево и крупным мусульманским анклавом Горажде, был проведён «мусульманский коридор». Два городка в Западной Боснии (Мрконич-Град и Шипово), вошедшие в Республику Сербскую, сербы достойной компенсацией за Сараево и территориальную разобщённость не сочли. Боснийцы же не приветствуют вхождение городов Зворник, Фоча, Вышеград, Рогатица, Сребреница, где было совершено преступление против боснийцев, и т. д., в сербскую территорию. Не были учтены сербские предложения относительно названия нового государства, избирательной процедуры, функционирования органов власти на время переходного периода.

## Совместные органы власти и их компетенция
Согласно Конституции, юрисдикции Боснии и Герцеговины принадлежат:
- внешняя и валютная политика,
- торговля,
- таможенный контроль,
- финансирование федеральных учреждений,
- выполнение международных обязательств,
- вопросы миграции и беженцев, контроль за выполнением уголовного законодательства, включая контакты с Интерполом,
- установление и эксплуатация совместных систем связи и транспорта.

Органы власти согласно Конституции:
- Парламентская ассамблея, состоящая из двух палат — Палаты народов и Палаты представителей;
- Президиум — состоит из 3 человек;
- Совет министров,
- Постоянный комитет по военным делам, координирующий действия вооружённых сил;
- Конституционный суд.

Две трети мест во всех этих учреждениях, кроме Конституционного суда, отдано представителям хорватов и боснийцев; треть — сербов. Представительство иных народов не предусмотрено.

## Органы власти энтитетов и их полномочия
Вопрос о независимости и юрисдикции энтитетов не определяется каким-либо специальным документом, несмотря на то, что во время Дейтонских переговоров этого требовали боснийские сербы. Конституция гласит, что все правительственные функции и обязанности, не отнесённые явным образом в федеральную юрисдикцию, могут быть приняты на себя энтитетами. Последние должны следить за обеспечением правопорядка, и им разрешено устанавливать «особые параллельные отношения с соседними государствами, не противоречащие суверенитету и территориальной целостности Боснии и Герцеговины». Кроме того, энтитетам позволено иметь собственные вооружённые формирования. В 2005 принято решение о роспуске этих формирований и наборе 10-тысячной профессиональной федеральной армии.
Согласно Конституции, за защиту прав человека отвечает федеральное правительство (Совет министров), однако большинство правозащитных компетенций принадлежит энтитетам, которые в основном отвечают за правовые и законодательные вопросы.
Федеральное правительство «зажато» между правительствами энтитетов, с одной стороны, и ролью международного сообщества в управлении БиГ, с другой; оно подотчётно тем и другим, но имеет мало власти, если и вовсе не лишено её. Исключением является Конституционный суд, который может чаще высказываться о конституционности законов. Однако обеспечение исполнения решений суда на практике наталкивается на серьёзные трудности.

## Политическая дискриминация меньшинств
Существующая избирательная система, с точки зрения многих международных наблюдателей, нарушает права многих граждан на равное участие в общественной жизни и устанавливает политическую систему в соответствии с этническими границами. Занимать места в Совете Народов или баллотироваться на пост президента могут только представители трёх «составляющих народов» — боснийцы, хорваты и сербы, что дискриминирует цыган, евреев и другие национальные меньшинства. Этнические группы, объединяемые под названием «Другие», обычно игнорируются политиками и участниками международного процесса, поскольку они немногочисленны и не считаются влиятельными. Кроме того, выбор избирателей также ограничен национальностью: от Республики Сербской может быть избран только серб, от Федерации — только босниец или хорват. Ограничения на самоидентификацию дискриминируют граждан, происходящих от смешанного брака, которые отказываются признать превосходство одной из своих национальностей над другой. Это нарушает право человека на выбор, следует ли считать его национальным меньшинством, и принцип, согласно которому этот выбор не должен иметь для него отрицательных последствий.
Такая система не допускает к участию в экономической и политической жизни многих граждан. Кроме того, граждане, не принадлежащие к этнической группе, доминирующей в районе, где они живут или куда собираются вернуться, теряют право на получение социальной помощи, независимо от того, входит или нет их этническая группа в число трёх «составляющих народов». Как правило, меньшинства не имеют доступа к образованию, здравоохранению и жилищному строительству. Ожидалось, что конституционная реформа закрепит права меньшинств и изменит дискриминационную избирательную систему, узаконивающую этническое разделение. Отдельные части нынешней конституции жёстко критиковались Венецианской комиссией, совещательным органом при Европейском совете, в ряде отчётов. Международное сообщество надеялось, что эту проблему поможет решить создание многонациональных партий, однако, начиная с муниципальных выборов, проведённых осенью 1997 года, победу себе обеспечивали национальные партии, действуя в пределах административных границ, определённых в Дейтоне.
Несмотря на относительную малочисленность, представители «других» национальных меньшинств ведут борьбу за равенство в политических правах. В 2009 году ЕСПЧ признал по делу «Сейдич и Финчи против Боснии и Герцеговины» нарушение международного права тем фактом, что заявители (еврей Яков Финчи и цыган Дерво Сейдич) были лишены права выдвигать свои кандидатуры в Палату народов и в Президиум Боснии и Герцеговины. При этом оба заявителя в своей стране занимали высокие посты: Я. Финчи был послом в Швейцарии, а Д. Сейдич возглавлял миссию ОБСЕ по вопросам мониторинга прав цыган.